# Het Houten Stadion

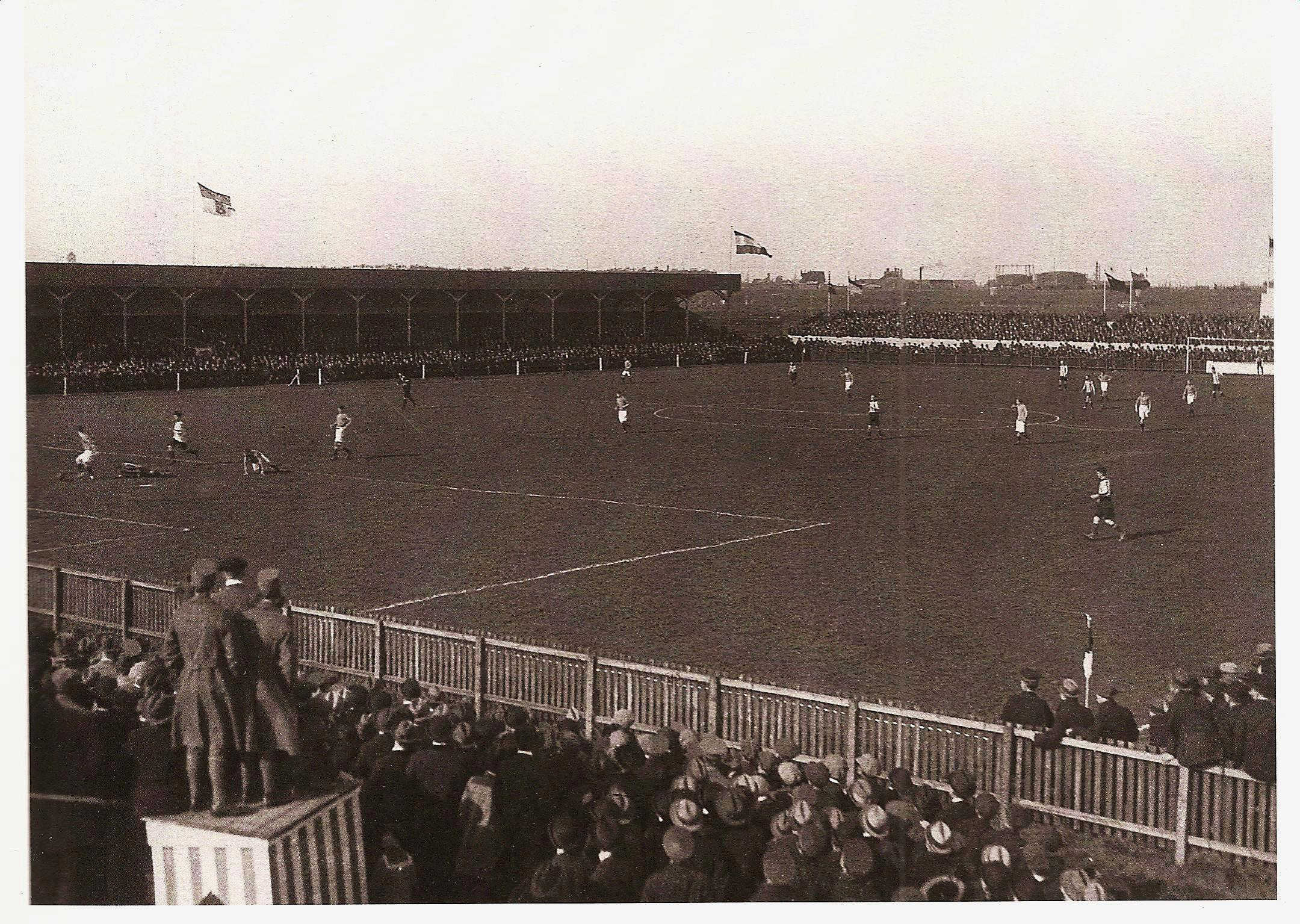
Het Houten Stadion, circa 1917

Het Houten Stadion is een voormalig stadion van AFC Ajax dat zich ongeveer bevond op de plek van het huidige Christiaan Huygensplein.
Voordat Ajax naar dit stadion verhuisde, speelde het op een veldje in Amsterdam-Noord. Omdat daar woningen kwamen, moest Ajax in 1907 op zoek naar een nieuwe locatie om te spelen.
Er werden twee plekken in de gemeente Watergraafsmeer gevonden. Ook deze plekken lagen in de polder, maar het was wel dichterbij dan het veld in Noord. Er was de eerste jaren geen stadion; er waren geen tribunes, geen waterleiding en omkleden gebeurde in een naburig café (het huidige Grand Cafe Frankendael aan de Middenweg). Tribunes kwamen er pas in 1911; een overdekte met zitplaatsen aan de lange zijde aan de noordkant en een staantribune aan de korte zijde aan de Middenweg. In 1916 kwamen er ook aan de andere zijden tribunes. Het geld voor deze tribunes kwam van Wim Egeman, zakenman en voorzitter van de club.

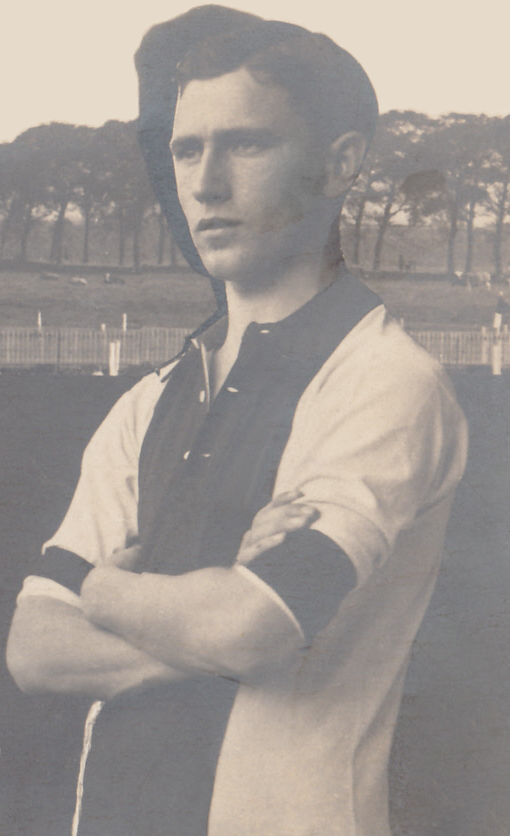
Speler Henk Alofs, met de waarschijnlijke situatie terrein, 1911-1912

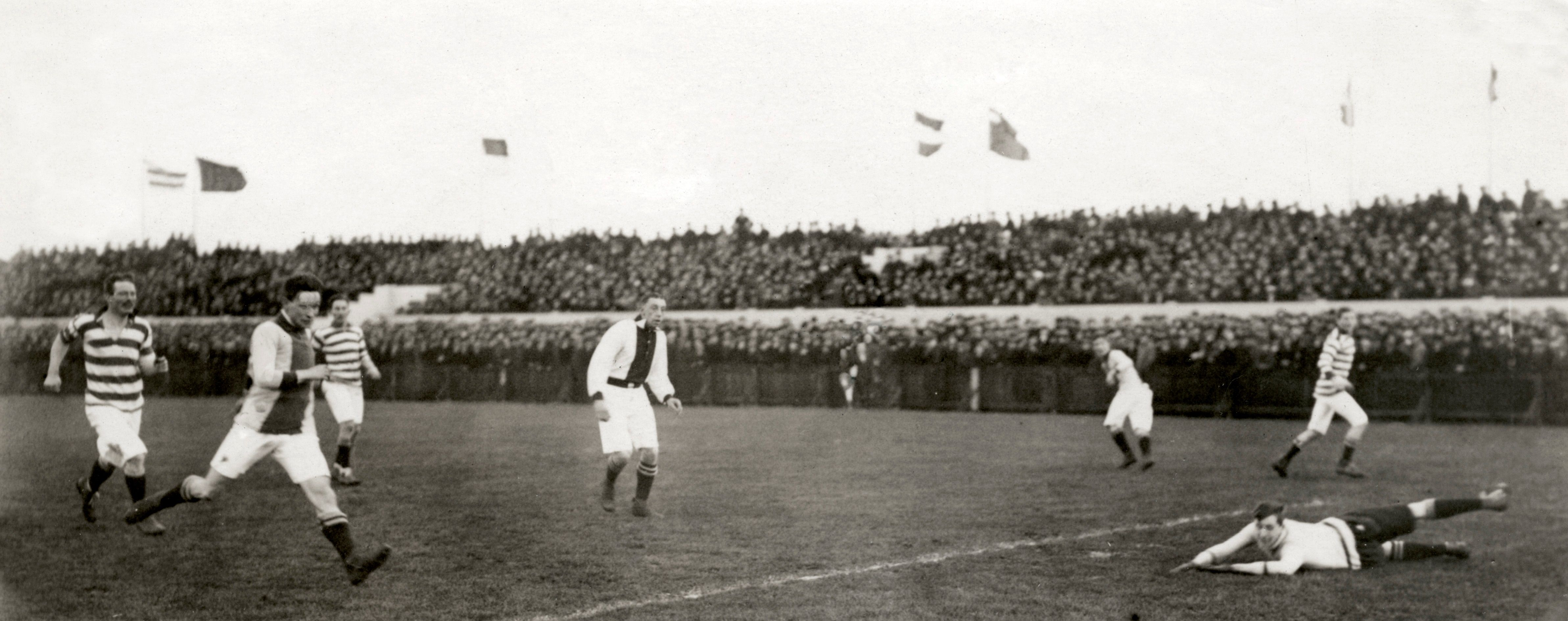
Ajax-Blauw-Wit 1917

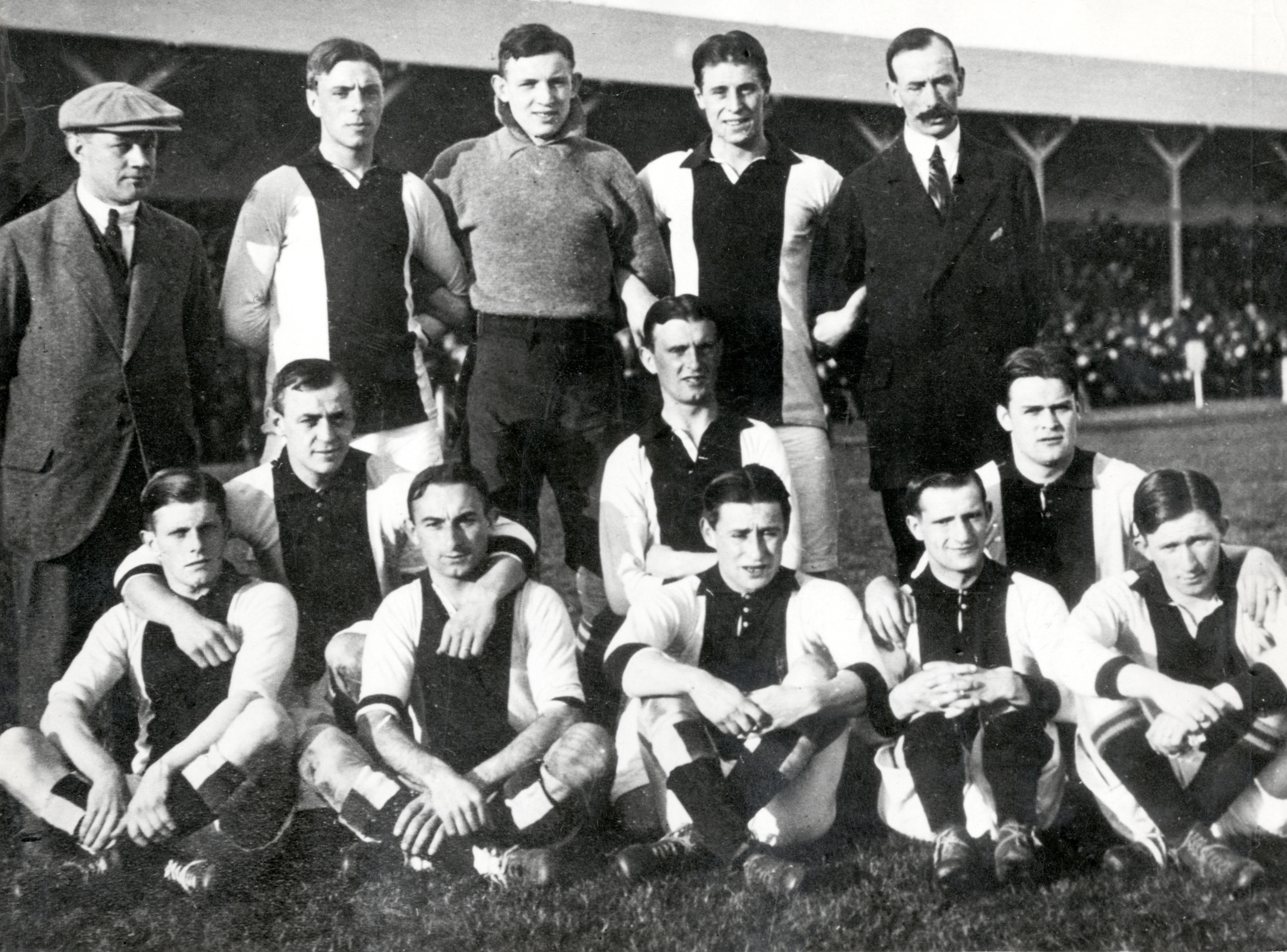
Ajax met achter zich de hoofdtribune, 1917, links trainer Jack Reynolds

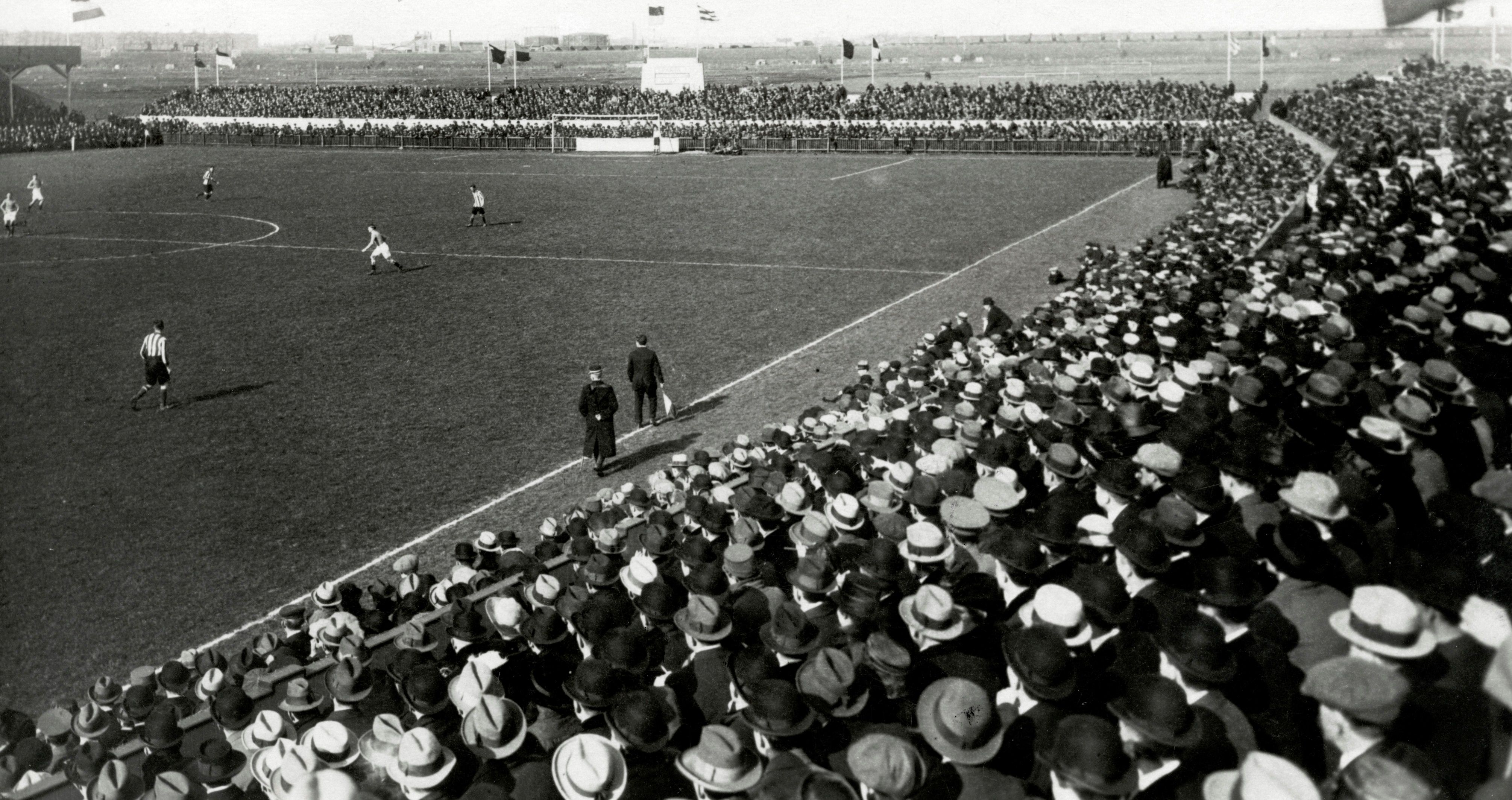
Ajax-Sparta, 1918

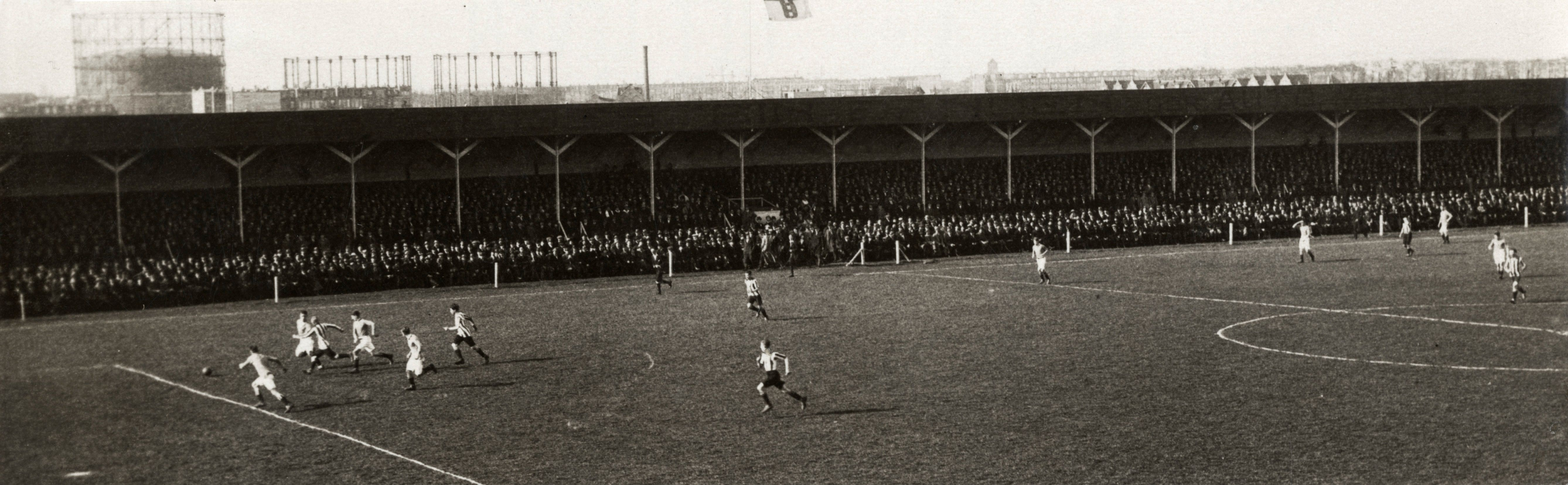
hoofdtribune, 1918

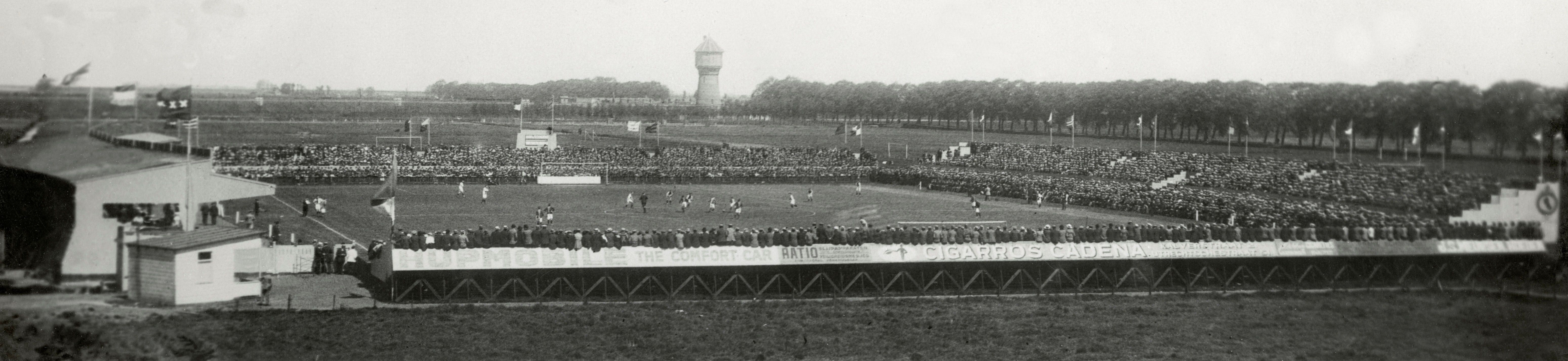
Houten stadion met Watertoren, 1919

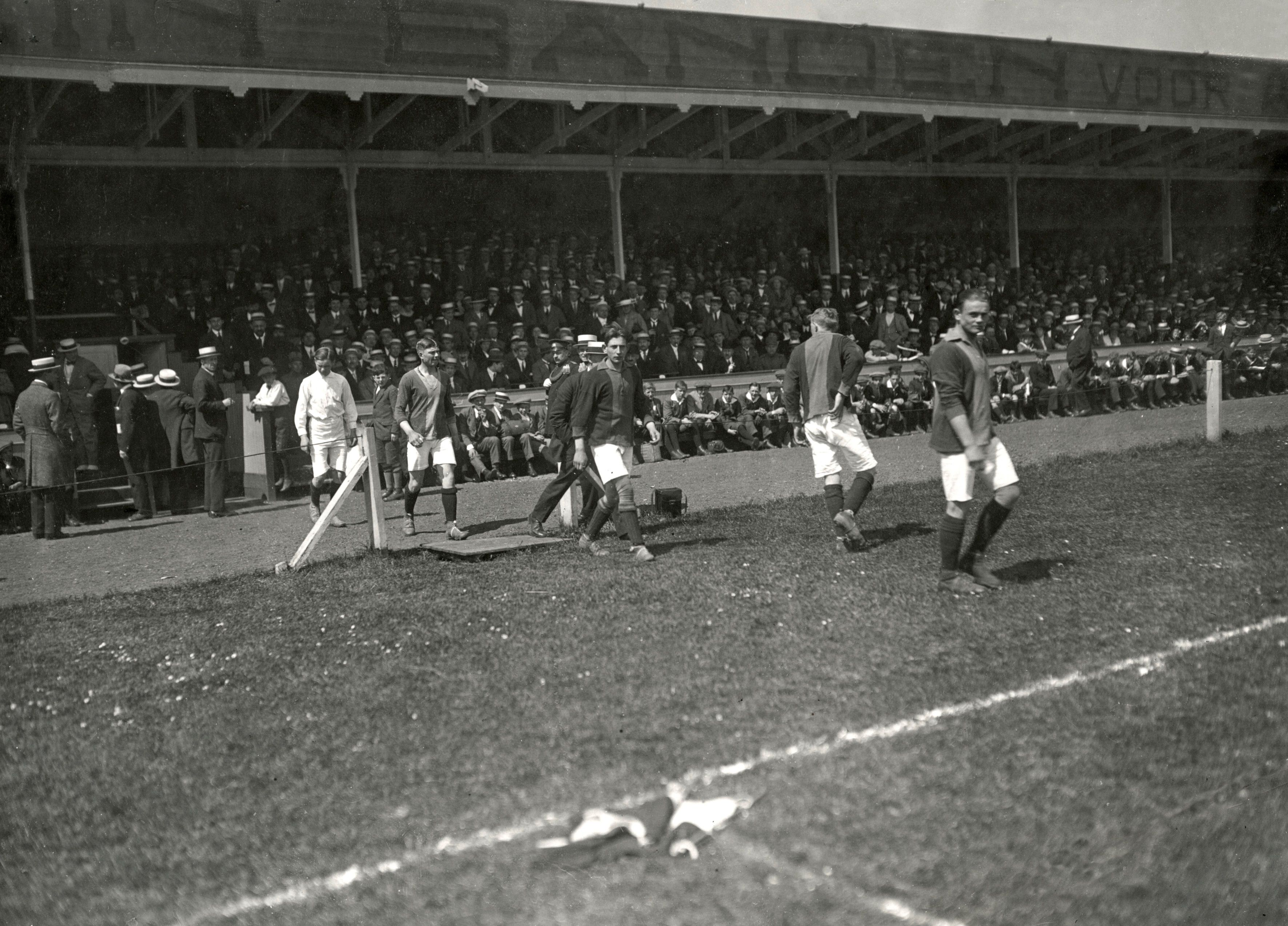
Spelers van Go Ahead betreden het veld bij de hoofdtribune, 1919

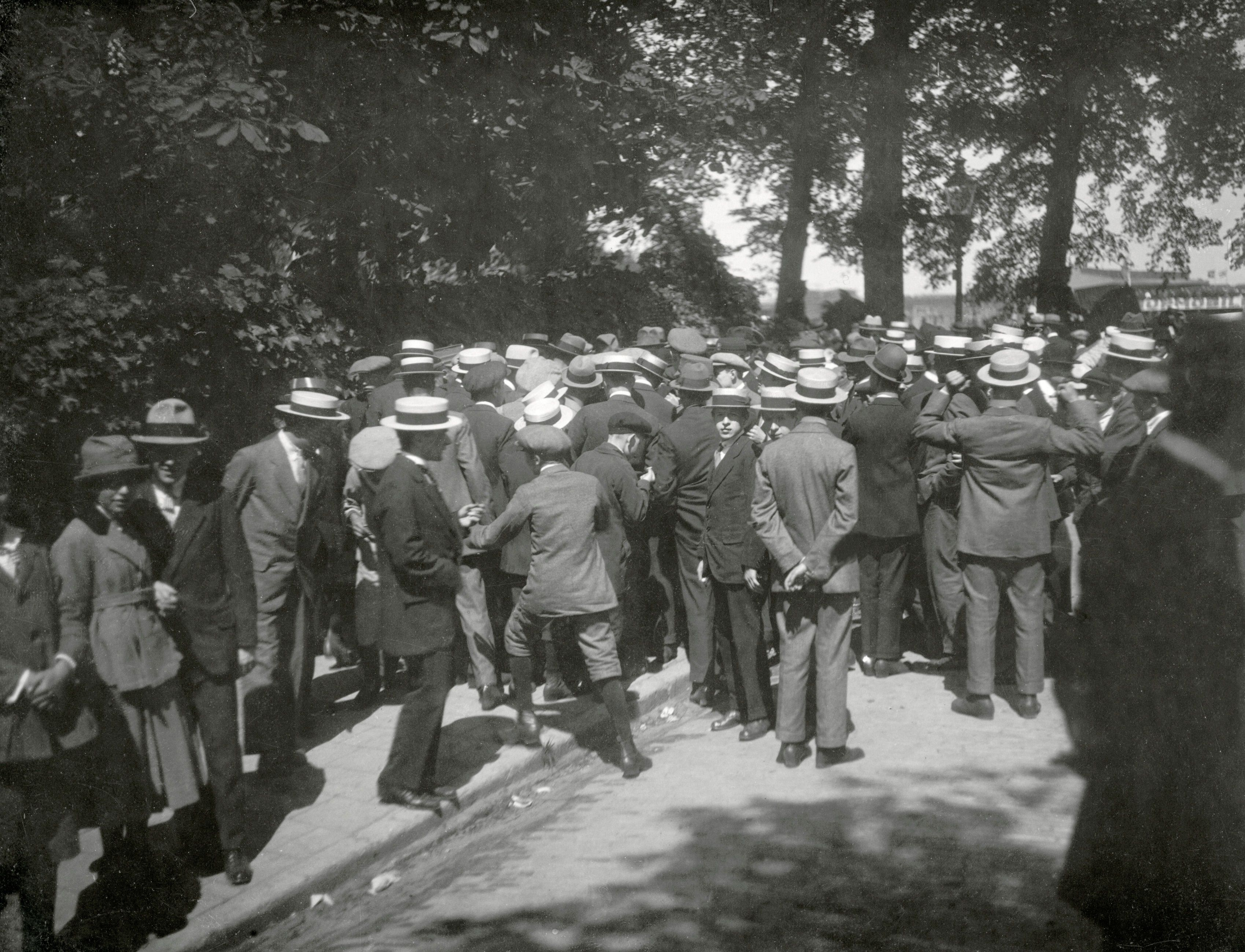
Strijd om een voetbalkaartje bij het stadion, 1919

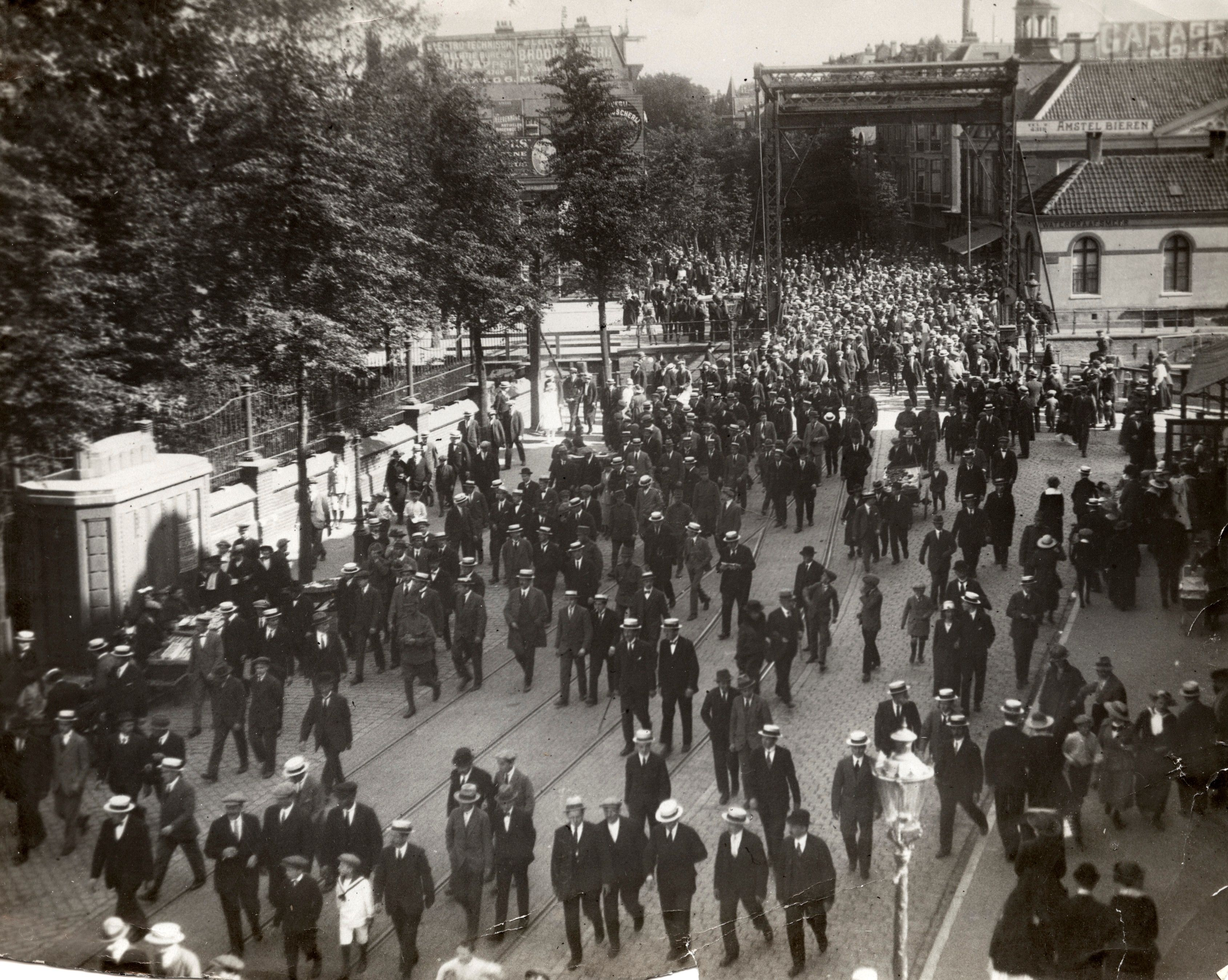
Supporters op weg naar huis na Ajax-Go Ahead, (0-0) 1919

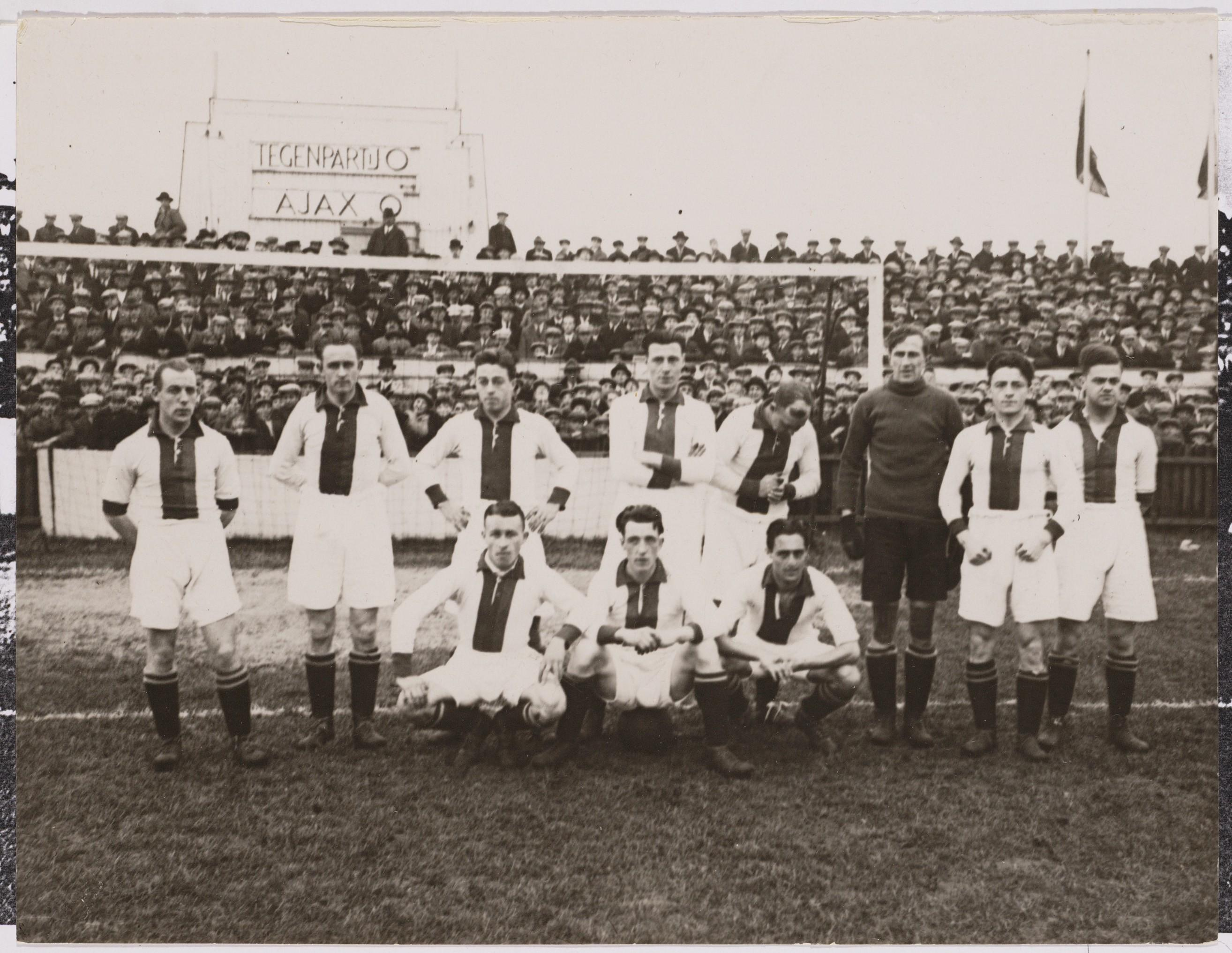
Het Ajax team in 1926 met op de achtergrond het scorebord

Door de successen van Ajax in de jaren dertig werd dit stadion te klein. Elke wedstrijd kwamen er meer mensen, tijdens de laatste wedstrijd tegen Feyenoord was het zelfs zo druk, dat er geen corners genomen konden worden omdat er mensen in de weg stonden. Bij die wedstrijd waren  15.000 toeschouwers aanwezig. Op 9 december 1934 verhuisde Ajax naar Stadion De Meer.